# 腎上腺素風暴
腎上腺素風暴（Adrenergic storm）是兒茶酚胺腎上腺素和去甲腎上腺素的血清水平突然而劇烈增加，而多巴胺傳遞的增加並不顯著。
由於極度心搏過速和高血壓，這是一種危及生命的疾病，對於那些先前有心臟問題的人尤其可怕。如果及時治療，預後良好。通常將大量的地西泮或其他苯二氮䓬類藥物與β受體阻滯劑同時使用。在某些患者中禁忌使用β受體阻滯劑，因此可以使用其他抗高血壓藥物，例如可樂定。它通常是由於過量的興奮劑，尤其是可卡因或甲基苯丙胺，或者在服用單胺氧化酶抑製劑的同時進食富含酪胺的食物引起的。蛛網膜下腔出血也會引起腎上腺素能風暴。兒茶酚胺風暴是狂犬病感染正常過程的一部分，是導致該疾病的昏迷前期出現嚴重的激動、恐懼和自律神經失調的原因。